# Theo Kraan (bankier)
Theodorus Bernardus Maria "Theo" Kraan (Bodegraven, 12 februari 1946 – Loon op Zand, 10 mei 2006) was een Nederlandse bankier, gespecialiseerd in beleggingen.
Hij begon zijn loopbaan in Amsterdam, als commissionair in effecten en in 1978 werd hij procuratiehouder van het bedrijf de Weduwe Tjeenk & Co. 
Zes jaar later ging hij werken bij ABN AMRO en werd daar hoofd van de afdeling beleggingsadvies. Daarna stapte hij over naar CenE Bankiers, dat in 2004 werd overgenomen door Van Lanschot Bankiers in 's-Hertogenbosch, waar hij directeur Effecten en Beleggen was. In 2005 ontving hij een prijs voor beleggingsadviseurs, de Lifetime Achievement Award. Hij verongelukte op 60-jarige leeftijd toen hij tijdens een bedrijfsuitje met een jeep omsloeg.